# Visafslag
Een visveiling, visafslag (Nederland) of vismijn (Nederland en Vlaanderen) is een instelling die bemiddelt in de verkoop van gevangen vis aan de handelaar. Dit gebeurt door middel van een veilingsysteem bij afslag, waarbij de afslager begint met een te hoge startprijs en deze steeds laat zakken, totdat iemand "mijnt" (akkoord gaat) en de partij vis voor die prijs koopt. Als hulpmiddel dient daarbij meestal een veilingklok, die de zakkende prijs weergeeft.

## Etymologie
De term vismijn komt voort uit het mijnen van de vis, naar de uitroep "mijn", waarmee een koper een partij koopt. Evenzo heet een veiling van eieren, ook in Nederland, een eiermijn. In het Frans spreekt men van een minque.

## België
Aan de Belgische kust zijn de belangrijke vismijnen in Oostende, Zeebrugge en Nieuwpoort.

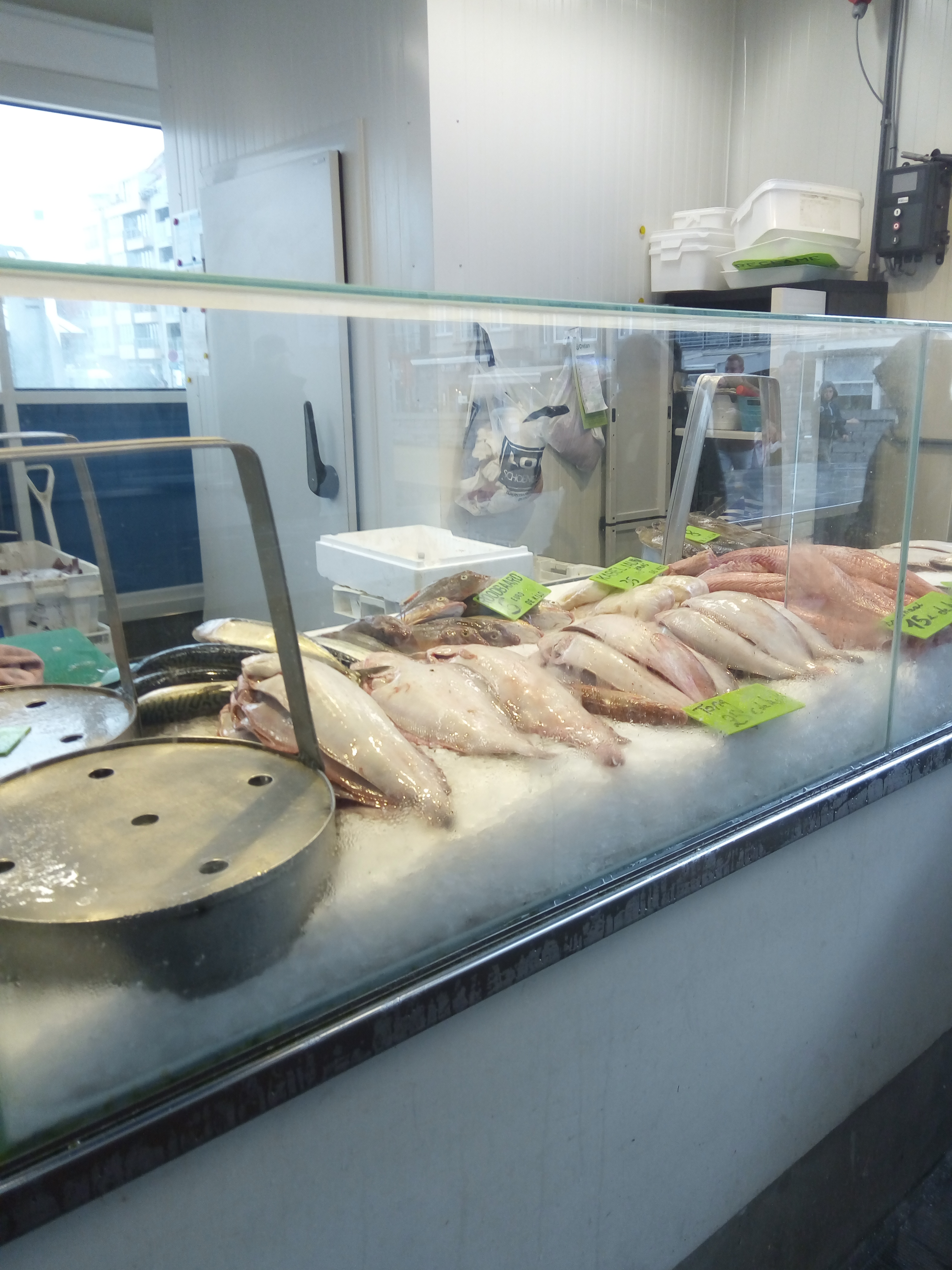
Vis in de vismijn van Oostende

## Nederland

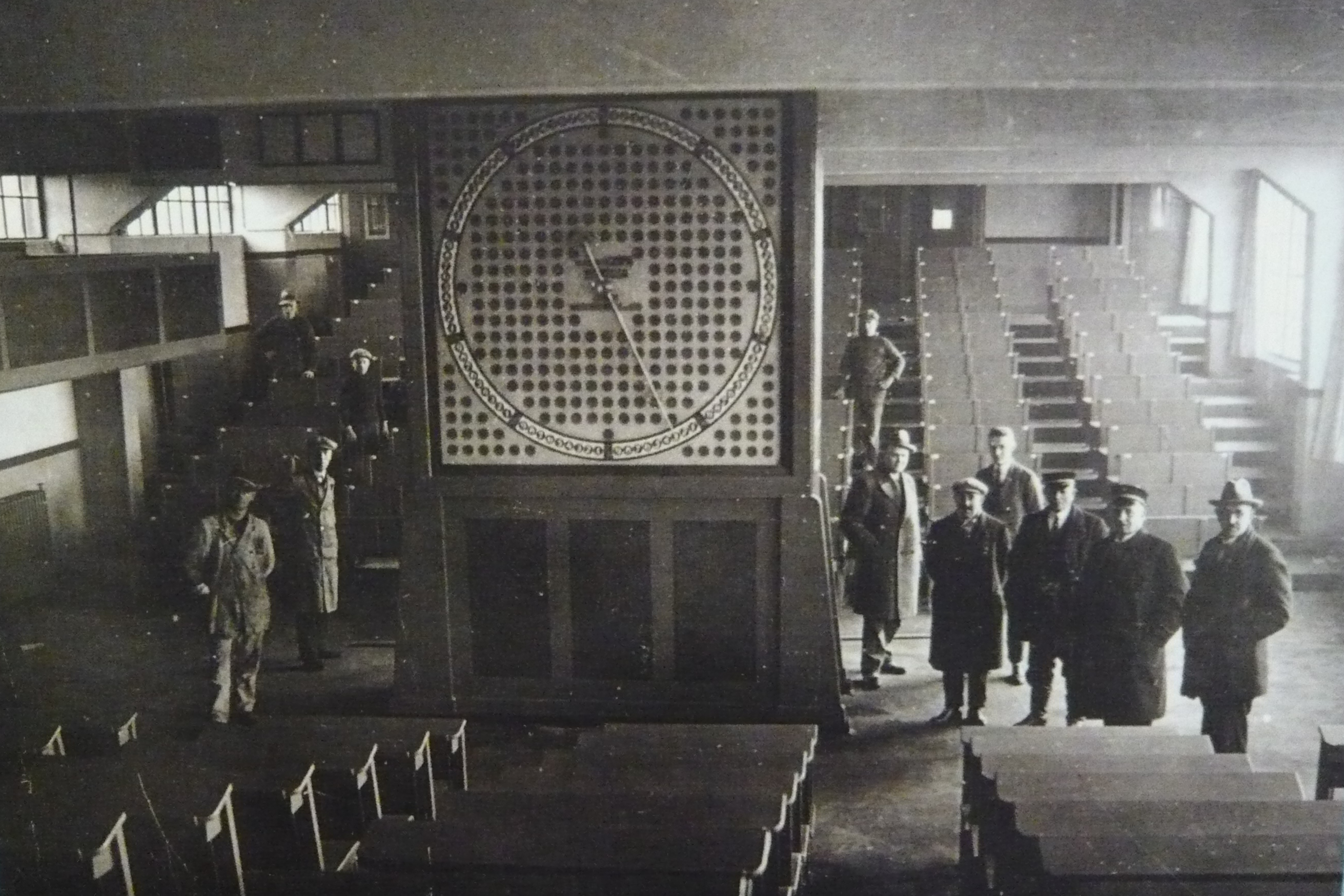
IJmuider Zee- en Havenmuseum 'de Visserijschool', Havenkade 55, IJmuiden. veilingklok, visafslag

De visafslagen in Nederland zijn in Urk, Yerseke (mosselen), IJmuiden, Harlingen (garnalen, valt onder Urk), Vlissingen (valt ook onder Urk), Stellendam, Lauwersoog, Den Oever, Colijnsplaat en Scheveningen. De visafslagen in Breskens en Den Helder sloten in respectievelijk 2021 en 2022 hun deuren.
In het algemeen is een visafslag gevestigd aan het water, zodat de visser de gevangen vis direct kan verkopen aan de handelaren, zonder dat er vervoerskosten bovenop komen. De enige uitzondering is Urk. De visafslag van Urk heeft de hoogste opbrengsten. In het jaar 2020 was die 86,5 miljoen euro, met in Harlingen nog eens 13 miljoen euro. Op de tweede plaats staat al jaren de visafslag van IJmuiden.
Iedere visafslag kent zijn eigen specialiteit. Zo worden in Lauwersoog en Harlingen voor het overgrote deel garnalen verhandeld en is Urk voornamelijk bekend om zijn platvis. Grote partijen tong, schol, maar ook kabeljauw worden verhandeld op Urk. De verwerkingindustrie voor deze vissoorten is voor het grootste deel gevestigd op dit voormalige eiland.
De prijzen per soort kunnen verschillen per visafslag, afhankelijk van de vraag. In IJmuiden zijn veel kleine handelaren gevestigd, die veel geld over hebben voor de wat meer exotische vissen.
De IJsselmeervisafslagen, gelegen aan het IJsselmeer, verhandelen voornamelijk zoetwatervis met als belangrijkste soorten paling, spiering en baars.
Een visser die zijn vis in Nederland verkoopt, is voor de meeste vissoorten gebonden aan veilingplicht. Dit betekent dat de gevangen vis niet rechtstreeks aan de (groot)handel mag worden verkopen, maar dat de vis eerst in de visafslag moet worden gebracht om daar over de veilingklok te worden verkocht. In andere landen, bijvoorbeeld Frankrijk, geldt geen veilingplicht.
De inkomsten van de visafslag voor gemaakte onkosten bestaan uit een bepaald percentage van het geld dat de visser ontvangt voor zijn verkochte vis.
Wie denkt het oer-Hollandse product haring in een visafslag aan te kunnen treffen, komt bedrogen uit. Deze vis wordt voornamelijk gevangen door gespecialiseerde bedrijven, die elk hun eigen vissersvloot hebben, de trawlers. De twee grootste compagnieën die zich in Nederland hierop richten zijn Jaczon en Cornelis Vrolijk.

## Aanvoer en prijzen
In 2009 was de omzet van de 11 visafslagen in totaal 273 miljoen euro. Dit was een daling van 8% ten opzichte van 2008. De aanvoer steeg met 6% naar ruim 94.000 ton, maar de visprijzen waren fors lager. Vooral de prijzen van schol en garnalen daalden aanzienlijk. De omzet was voor 55% afkomstig van twee vissoorten, namelijk tong en schol. De aanvoer in tonnen van deze twee vissoorten was ook iets meer dan de helft van de totale aanvoer in 2009. Binnen Europa speelt Nederland een belangrijke rol met betrekking tot de aanvoer van platvis..
Hieronder een figuur met de omzet van grote Nederlandse visafslagen:
| Haven        | 1995  | 2000  | 2005 | 2010  | 2011  | 2012  | 2013  | 2014  |
| ------------ | ----- | ----- | ---- | ----- | ----- | ----- | ----- | ----- |
| Urk          | 106,6 | 121,6 | 109  | 89,8  | 99,9  | 93,1  | 95,2  | 86,4  |
| IJmuiden     | 49,0  | 48,0  | 39   | 47,9  | 48,1  | 49,3  | 48,2  | 51,8  |
| Den Helder   | 45,4  | 51,3  | 34   | 21,4  | 18,0  | 21,1  | 19,3  | 20,3  |
| Stellendam   | 36,3  | 34,0  | 27   | 22,2  | 20,3  | 20,2  | 19,3  | 21,5  |
| Harlingen    | 35,4  | 41,0  | 37   | 16,6  | 5,6   | 10,7  | 20,0  | 19,2  |
| Lauwersoog   | 23,1  | 34,4  | 23   | 15,8  | 14,1  | 24,3  | 21,5  | 18,2  |
| Vlissingen   | 25,9  | 33,9  | 28   | 28,6  | 27,4  | 26,8  | 25,2  | 24,3  |
| Scheveningen | 20,9  | 21,1  | 14   | 23,6  | 26,6  | 25,4  | 22,4  | 22,3  |
| Breskens     | 10,9  | 10,5  | 7    | 10,6  | 6,8   | 8,8   | 7,3   | 8,8   |
| Den Oever    | 10,9  | 11,5  | 12   | 14,5  | 14,3  | 17,8  | 19,1  | 18,2  |
| Colijnsplaat | 11,8  | 7,9   | 4    | 3,7   | 2,4   | 2,2   | 2,2   | 2,4   |
| Totaal       | 376,2 | 415,2 | 334  | 294,7 | 283,5 | 299,7 | 299,7 | 293,4 |

## Voormalige visafslagen
- De visafslag van Durgerdam, ondergebracht in het raadhuisje uit 1678, werd gesloten in 1932, toen de Afsluitdijk een einde maakte aan de Zuiderzeevisserij.
- Visperk Goes – van de vismijn in Goes rest nog het Visperk aan de Turfkade.
- Vismijn Ouddorp – de vismijn van Ouddorp is verhuisd naar Stellendam.
- De visafslag van Lemmer, opgericht in 1916, sloot in 1984, waarna enkele vissers nog een paar jaar op kleine schaal doorgingen. In 1986 was het afgelopen.
- De Visafslag van Spakenburg werd in 1986 gesloten.
- Vismijn Veere – ten gevolge van de afsluiting van het Veerse Gat in 1960 verhuisde de vismijn van Veere naar Colijnsplaat.
- De visafslag van Harderwijk, geopend in 1913 aan de Havendam, sloot in 1967 na de inpoldering van Zuidelijk Flevoland.
- De visafslag van Enkhuizen sloot in 1993.
- Breskens – ten gevolge van minimale aanvoer zijn de activiteiten in 2021 verplaatst naar visafslag Vlissingen.
- Den Helder – ten gevolge van de saneringsregeling van het ministerie van Landbouw, Natuur en Voedselkwaliteit was er te weinig aanvoer en sloot de visafslag in 2021 zijn deuren.